# Kimberly (Wisconsin)
Pour les articles homonymes, voir Kimberly.
Kimberly est un village américain situé dans le comté d'Outagamie dans l’État du Wisconsin.

## Traduction
- (en) Cet article est partiellement ou en totalité issu de l’article de Wikipédia en anglais intitulé « Kimberly, Wisconsin » (voir la liste des auteurs).